# Giuseppe Bisi
Pour les articles homonymes, voir Bisi.
Giuseppe Bisi (Gênes, 10 avril 1787 - Varèse, 28 octobre 1869) est un peintre italien, spécialisé dans la peinture de paysages, actif au XIXe siècle.

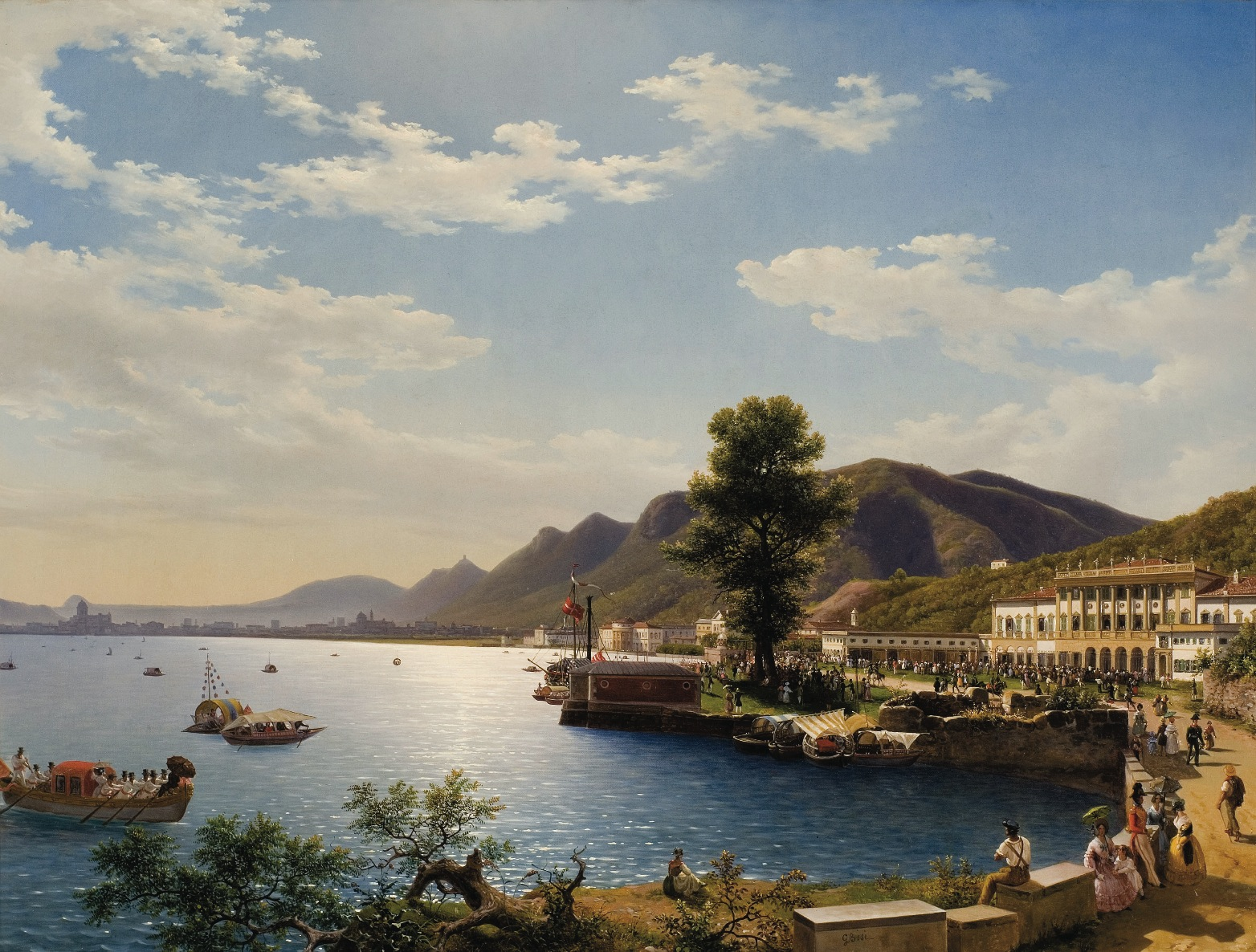
Giuseppe Bisi, 1838: Villa Olmo, Côme

## Biographie
Giuseppe Bisi est essentiellement un peintre de paysages. Dans ses œuvres, la nature est observée dans sa quotidienneté.
En 1829, il fait un voyage d'étude à Rome qui lui donna pretexte de réaliser des peintures de paysages latiaux. 
De retour à Milan, il installe sa réputation et en 1838 il obtient la chaire de « peinture du paysage », enseignement à peine instauré à l’Accademia di Brera jusqu'en 1856.
Frère de Michele, il épousa en 1811 l'artiste Ernesta Legnani. Ses filles Antonietta et Fulvia, ainsi que son neveu Luigi ont été peintres.

## Œuvres
- Villa Sommariva (1823)
- Veduta del porto di Genova (1826)
- Veduta di Castel Gandolfo (1830)
- Veduta di paese con cascata (1829)
- Villa Olmo (1838), Côme,
- Orlando e Rodomonte
- Paesaggio con bagnanti
- Veduta di Torno (1860)
- Genova dall'alto, Galleria d'arte moderna, Milan,
- Veduta di Bellagio, Brera
- Sacro monte di Varese
- Veduta di Roma,
- Paysage avec femme de chambre sur le chemin,